# James Keane (musicien)
Pour les articles homonymes, voir James Keane (homonymie) et Keane.
James Keane (irlandais : Séamus Ó Catháin), né le 7 février 1948, est un musicien traditionnel irlandais, joueur d'accordéon. En son honneur, la société italienne Castagnari (en) a nommé keanebox, une de ses séries d'accordéons.

## Biographie
James Keane est né à Drimnagh, au sud de Dublin. Il semble avoir commencé à jouer de la musique à l'âge de six ans. La maison familiale, à Dublin, était un passage obligé pour les amateurs de musique traditionnelle des années 1950 et 1960. Ses parents étaient tous deux des fiddlers, la mère étant native du comté de Longford et le père de celui de Clare, qui accueillirent dans leur maison tout ce que l'Irlande comptait de musiciens traditionnels légendaires. Ces invités marquèrent durablement James et son frère Seán Keane, le violoniste de The Chieftains.
À l'âge de dix ans, James Keane est une figure marquante du Dublin traditionnel des années 1950, se produisant régulièrement avec Séamus Ennis, Leo Rowsome (en), Sonny Brogan et Tommy Reck, et affutant ses dons sous leur tutelle. C'est à cette période qu'il participe à la fondation de ce qui allait devenir un des ensembles les plus en vue de la musique irlandaise, le Castle Céilí Band, avec entre autres, Mick O'Connor et son frère. Le groupe remportera de nombreuses compétitions organisées par Oireachtas, et le titre senior de champion d'Irlande des Céilí band à Thurles en 1965. 
En 1963, il gagne le titre junior du championnat d'Irlande au Fleadh Cheoil na hÉireann de Mullingar. En 1964, 1965 et 1966, il remporte le titre senior, alors qu'il n'est encore qu'un junior, du championnat d'accordéon de Dundalk.
James Keane émigre ensuite aux États-Unis, où il se produit avec de nombreux groupes tels que le Céilí band d'Ellis Island, qui fut formé pour le centenaire de la statue de la Liberté de New York, organisé par la Smithsonian Institution.
En 1991, il est honoré du titre de traditionalist de l'année par The Irish Echo (en), et l'album Sweeter as the Years Roll By est désigné comme l'un des vingt meilleurs albums traditionnels des vingt années précédentes par l'Irish America magazine (en). 
Membre fondateur du groupe Fingal, avec Randal Bays et Dáithí Sproule, plébiscité par la critique, il se produit régulièrement en concert, ou, sur le thème de la musique irlandaise, dans des universités. Il retourne régulièrement en Irlande, pour des remises de récompenses ou des prestations. Il a en particulier participé en 1991 aux festivités célébrées dans le cadre de Dublin, capitale européenne de la culture.
En 2004, le biographe de Luke Kelly, Des Geraghty (en), a organisé en l'honneur de James Keane un événement au Liberty Hall, auquel participèrent de nombreux dignitaires, dont Bertie Ahern, le premier ministre irlandais.

## Discographie
Album solo
- The Irish Accordion of James Keane (1972) ;
- Roll Away the Reel World (1980) ;
- That's the Spirit (1994) ;
- Toss the Feathers (1996) ;
- With Friends Like These (1998) ;
- Sweeter as the Years Roll By (1999) ;
- James Keane & Friends - Live in Dublin (2002).

Participation
- Fingal (2008).

Compilations
- Live at the Embankment (1965) avec Dónal Lunny ;
- Sweet and Traditional Music of Ireland (1971) ;
- Irish Traditional Instrumental Music (1997) ;
- The Rights of Man (1991), le concert pour Joe Doherty (en) ;
- Atlantic Wave (1997) ;
- The Boston College Gaelic Roots (1997) ;
- The Tocane Concerts (2000) avec Kieran Hanrahan (en).

Avec Ryan's Fancy
- A Time With (1979) ;
- The Sea People (1980) ;
- Dance Around this One (1981).

Sessions
- Uncommon Bonds (1984), avec Mick Moloney (en) et Eugene O'Donnell ;
- Long Black Veil (1995), avec The Chieftains et Ry Cooder.

Livres/CD
- Menus & Music, the Irish Isle (1996) avec Sharon O'Connor, Séamus Egan, Winifred Horan (en) et Sue Richards (harpe).